# Narodna Republika Mongolija
Narodna Republika Mongolija je bio naziv za Mongoliju u vrijeme komunizma. Tada je i sama država Mongolija bila pod utjecajem Sovjetskog Saveza. Postojala je od 1924. do 1992. Državom je vladala Mongolska Narodna Revolucionarska Partija.

## Povijest
1924. godine proglašena je Narodna Republika Mongolija, i postala je zemlja-satelit SSSRa. U ambiciji sovjetskog vodstva da od Mongolije naprave modernu komunističku državu, gotovo potpuno je uništeno tradicionalno nomadsko stočarstvo, što je uzrokovalo velike gospodarske probleme. Za vrijeme staljinističkih čistki ubijeno je oko 38.000 Mongola, među ostalima, gotovo svi intelektualci i oko 18.000 budističkih redovnika. Gotovo svi budistički samostani Mongolije sa svim njihovim kulturnim blagom i bibliotekama nepovratno su uništeni.
Na krilima promjena u istočnoj Europi pojavio se 1990. i u Mongoliji demokratski pokret, a prvi slobodni izbori održani su 1992.